# Aegle limbobrunnea
Aegle limbobrunnea là một loài bướm đêm trong họ Noctuidae.